# 亞歷山大笛鯛
亞歷山大笛鯛，為輻鰭魚綱鱸形目鱸亞目笛鯛科的其中一種，分布於西南大西洋的巴西海域，棲息深度可達54公尺，體長可達24.3公分，屬肉食性，生活習性不明。